# Jean-Léonard-Joseph Mathieu
Jean-Léonard-Joseph Mathieu, surtout connu sous le nom de Léonard Mathieu, né en février 1746 à Valenciennes et mort dans la même commune le 27 mars 1813, est un des premiers entrepreneurs du charbon français. Fils de Pierre Mathieu et petit-fils de Jacques Mathieu, il est tout naturellement directeur de la Compagnie des mines d'Anzin, après son père, puis exerce la fonction de directeur général des exploitations. Lui et sa famille sont anoblis par le roi Louis XVI en mars 1789 pour leur participation à la découverte du charbon.
Léonard Mathieu a eu de Magdeleine-Éléonore-Joseph Hamour deux enfants, dont la fille Sophie-Éléonore a eu une grande descendance.

## Biographie
Jean-Léonard-Joseph Mathieu, fils de Pierre et petit-fils de Jacques, est né à Valenciennes en février 1746, est d'abord avocat, puis directeur de la Compagnie des mines d'Anzin après son père, puis directeur-général des exploitations de sa compagnie. Il est plus tard nommé, à titre honorifique, inspecteur des mines de France, et anobli par ordonnance du roi du mois de mars 1789. Cette ordonnance rappelle que c'est à Jacques et à Pierre Mathieu, aïeul et père de Léonard, qu'est due la découverte de la houille dans le Hainaut français ; que Pierre inventa le cuvelage, et importa en France la première machine à vapeur ; pour ces faits et les services personnels de Léonard, le roi l'anoblit « ensemble ses enfants, descendants en ligne droite, tant de l'un que de l'autre sexe ».
Émigré en 1793, mais rentré peu après en France, Léonard Mathieu figure, comme ingénieur, sur la liste des officiers des mines de la République publiée en l'an III. C'est à ce titre qu'il a été chargé de rétablir les mines d'Anzin dont l'État avait pris possession, une grande partie des actionnaires ayant émigré. Toutefois, lors de la remise de l'établissement à Marie Desandrouin et à la nouvelle compagnie, Léonard Mathieu n'a pas repris ses fonctions de directeur général des travaux. Il aurait même perdu les six deniers qu'il possédait si M. Desandrouin, lors du rachat qu'il a fait, à la nation, des parts des émigrés, ne lui avait remis ces six deniers qui étaient compris dans le rachat.
Dans les Cent-Jours, Léonard Mathieu a été assesseur à la cour prévôtale des douanes, instituée à Valenciennes pour juger les crimes de contrebande. Il meurt à Valenciennes le 27 mars 1813, à l'âge de 67 ans. Il repose au cimetière d'Anzin auprès de sa femme, Magdeleine-Éléonore-Joseph Hamour, née à Valenciennes en 1749 et morte en l'an XII.

## Descendance
Léonard a eu deux enfants : Sophie-Éléonore et Léopold Mathieu de Quenvignies. 
Sophie-Éléonore, née à Valenciennes en 1780 et morte à Rueil, près de Paris, a épousé en 1807 Évrard Rhoné, de qui elle a eu quatre enfants, tous nés à Valenciennes :
- Léon-Adolphe Rhoné, maître des requêtes au Conseil d'État, époux de mademoiselle Bernard (de Rennes), mort peu avant 1850 ;
- Pauline-Élima, épouse de M. Delasserre, ingénieur des Ponts-et-Chaussées, à Paris ;
- Paul ;
- Charles-Léopold[GC 2].

Constantin-Léopold Mathieu, né à Valenciennes le 10 avril 1781, épouse Amélie-Joséphine Delcroix, qu'il perd peu de temps après, et dont il n'eut pas d'enfants. Il remplit toute sa vie une foule de fonctions non rétribuées. Mort le 17 avril 1838, il a fait plusieurs legs à des établissements d'utilité publique : à la Société d'agriculture, sciences et arts, dont il a été longtemps le président, aux élèves de l'école de peinture, sculpture et architecture, aux salles d'asile et à la caisse d'épargne dont il est l'un des fondateurs.